# Paul Gisevius
Paul Gisevius (ur. 28 września 1858 w Barczewie w Prusach Wschodnich, zm. 26 listopada 1935 w Gießen) – niemiecki agronom, profesor nauk rolniczych, wykładowca i rektor Uniwersytetu w Gießen.

## Życiorys

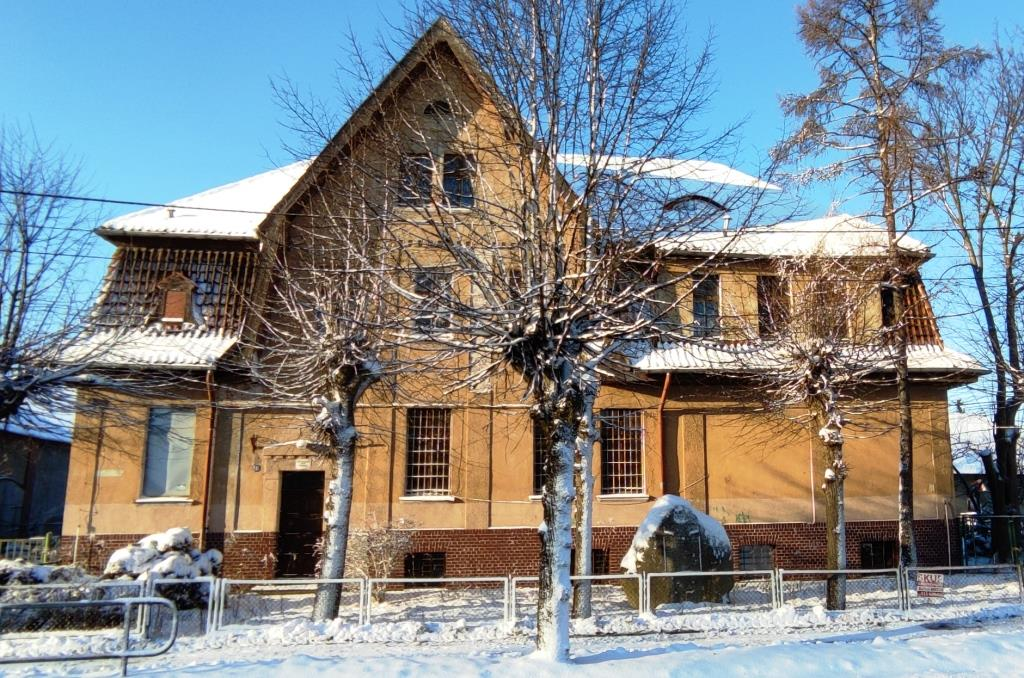
Założona przez Giseviusa w 1887 szkoła zimowa w Braniewie istniała w tym budynku do początku XXI w.

Paul Gisevius urodził się w Barczewie w rodzinie właściciela ziemskiego i starosty. Uczęszczał do gimnazjum w Królewcu, od 1879 studiował nauki przyrodnicze i rolnicze na uniwersytetach w Królewcu i Bonn oraz w Akademii Rolniczej w Poppelsdorfie (uczelnia od 1934 w strukturze Uniwersytetu w Bonn). W 1883 ukończył uczelnię, w tym samym roku otrzymał tytuł doktora nauk filozoficznych.
Uzyskawszy wykształcenie nauczyciela nauk rolniczych Gisevius przez kilka lat pracował w rolnictwie. W 1886 wstąpił do Centralnego Związku Rolniczego Prus Wschodnich jako nauczyciel wędrowny (Wanderlehrer). Na jego zlecenie w 1887 założył rolniczą szkołę zimową w Braniewie. W 1888 otrzymał posadę nauczyciela w szkole rolniczej w Dahme (Marchia Brandenburska). Od 1896 był dyrektorem tej szkoły.
W 1898 Paul Gisevius otrzymał stanowisko profesora nadzwyczajnego na Uniwersytecie w Królewcu w zakresie technologii upraw roślinnych. Prowadził wykłady z zakresu budowy roślin, teorii użytków zielonych, technologii uprawy i hodowli roślin. W doświadczalnym gospodarstwie w pobliżu Królewca oraz na terenie innych miejscowości przeprowadzał doświadczalne próby uprawy nowych odmian. W 1903 został profesorem zwyczajnym i dyrektorem Instytutu Rolnictwa Uniwersytetu w Gießen. Pracował tam do przejścia na emeryturę w 1925 roku. Był autorem współwydawcą i wydawcą wielu publikacji z zakresu rolnictwa.
Paul Gisevius w 1884 poślubił Marie Stolzman, mieli czworo dzieci – trzy córki i syna. Najmłodsza córka Marie poślubiła w 1917 Paula Kahle, profesora semantyki na Uniwersytecie w Gießen. Za pomoc prześladowanym w czasie rządów NSDAP Żydom byli represjonowani (mąż został zwolniony z uczelni, a syn wyrzucony ze studiów) i w 1939 wyemigrowali z Niemiec się do Wielkiej Brytanii.